# Holger Börner
Pour les articles homonymes, voir Börner.
Holger Börner, né le 7 février 1931 à Cassel et mort le 2 août 2006 à Cassel, est un homme politique allemand membre du Parti social-démocrate d'Allemagne (SPD).
Ouvrier du bâtiment, il adhère au SPD en 1948 et se fait élire au conseil municipal de sa ville natale en 1956. Il devient député fédéral au Bundestag l'année suivante, puis il est porté à la présidence fédérale des Jusos en 1962.
En 1967, il se voit nommé secrétaire d'État parlementaire du ministère fédéral des Transports. Il conserve ce poste jusqu'en 1972, lorsque Willy Brandt décide de le placer au poste de coordonnateur fédéral du SPD.
Il renonce en 1976, afin de remplacer Albert Osswald comme ministre-président de Hesse, à la tête d'une coalition avec les libéraux. Aucune majorité ne se dégageant des élections de 1982 et 1983, il gouverne par intérim entre 1982 et 1984. Cette année-là, il conclut un accord avec Les Verts, qui entrent au gouvernement en 1985. Il est ainsi le premier à avoir constitué une « coalition rouge-verte ».
Un nouveau scrutin anticipé se tient en 1987, auquel il n'est pas candidat à sa succession. Il devient ensuite président de la fondation Friedrich-Ebert jusqu'en 2003.

## Biographie

### Vie professionnelle
Après la Seconde Guerre mondiale, il apprend le métier d'ouvrier du bâtiment, spécialisé dans le béton, bien que son souhait premier était d'être journaliste. Il exerce ensuite une intense activité syndicale qui l'amène à prendre la présidence du comité d'entreprise d'une entreprise de bâtiment et travaux publics de Cassel, où il a également été contremaître.

### Débuts en politique
Il rejoint le Parti social-démocrate d'Allemagne en 1948 et se fait immédiatement élire président des Faucons de l'arrondissement de Cassel. En 1950, il intègre le comité directeur de la section municipale du SPD de Cassel.
À l'occasion des élections de 1956, il fait son entrée au conseil municipal de sa ville natale, à tout juste 25 ans. Parallèlement, il abandonne la présidence des Faucons de son arrondissement

### Ascension fédérale
Pour les élections fédérales du 15 septembre 1957, il est investi dans la cent-vingt-septième circonscription fédérale. Il totalise 84 006 voix, soit 49,2 % des suffrages, ce qui lui assure son élection au Bundestag. Il en est alors le benjamin, à seulement 26 ans.
En 1960, il est porté à la présidence du groupe social-démocrate municipal de Cassel. Il améliore sensiblement son score aux élections du 17 septembre 1961, en remportant 95 641 suffrages, ce qui lui accorde 51,6 % des voix exprimées.
Il est président fédéral de la Communauté de travail des jeunes socialistes au sein du SPD (Jusos) entre 1962 et 1963. À la suite du scrutin du 19 septembre 1965, au cours duquel il recule à 79 616 voix mais progresse à 52,1 % des exprimés, il est choisi par ses collègues pour prendre la présidence de la commission des Transports du Bundestag.

### Un cadre du gouvernement et du SPD
Après que Kurt Georg Kiesinger a formé son gouvernement de grande coalition le 1er décembre 1966, Georg Leber, nouveau ministre fédéral des Transports social-démocrate, décide de nommer Holger Börner secrétaire d'État parlementaire le 12 avril 1967.
Les élections fédérales du 28 septembre 1969 lui accordent un facile un quatrième mandat avec 87 097 voix, soit 56,9 % des exprimés. Le 22 octobre, Willy Brandt constitue son premier cabinet, au sein duquel il devient secrétaire d'État parlementaire du ministère fédéral des Transports, des Postes et des Télécommunications, toujours sous l'autorité de Leber.

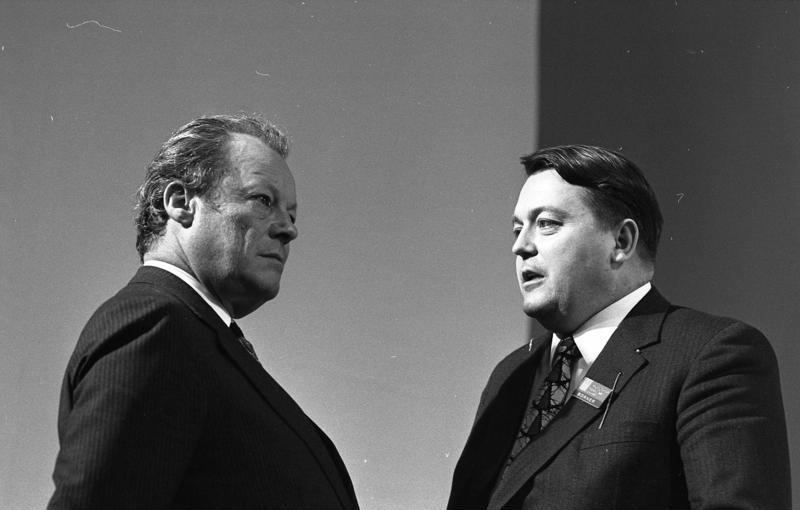
Holger Börner discutant avec Willy Brandt, en avril 1973 au congrès du SPD à Hanovre.

Le 24 janvier 1972, Brandt, également président fédéral du Parti social-démocrate d'Allemagne, le choisit pour assurer le remplacement de Hans-Jürgen Wischnewski en tant que coordonnateur fédéral du parti. Il démissionne de ses fonctions gouvernementales onze jours plus tard et reprend la présidence de la commission des Transports du Bundestag.
À la fin de l'année se tiennent les élections fédérales anticipées du 19 novembre. Il remporte très largement son cinquième mandat, sa candidature recueillant 100 903 voix, soit 60,1 % des suffrages exprimés. Ce résultat est un record pour cette circonscription, invaincu depuis. Il ajoute à ses responsabilités la direction de la fédération de Hesse septentrionale à compter de 1975.

### Ministre-président de la Hesse

#### Six ans de coalition sociale-libérale
À la suite de la démission d'Albert Osswald, compromis dans un scandale financier, il est choisi pour prendre sa succession dans le Land de Hesse.
Ainsi, le 16 octobre 1976, Holger Börner est investi à 45 ans ministre-président de Hesse et prend la direction d'une « coalition sociale-libérale » entre le SPD et le Parti libéral-démocrate (FDP). Il renonce quatre jours plus tôt à ses fonctions dans l'appareil fédéral et à son mandat parlementaire, pourtant reconquis le 3 octobre avec 87 508 voix, soit 53,7 % des suffrages exprimés. En 1977, il est élu président du SPD de Hesse.
Les élections régionales qui se tiennent le 8 octobre 1978 confirment la situation politique née du scrutin de 1974. Le SPD, avec 44,3 %, progresse légèrement mais reste la deuxième force politique du Land derrière l'Union chrétienne-démocrate d'Allemagne (CDU), qui pointe à 46 %, en retrait. Avec 6,6 %, le FDP est en recul, mais la majorité sortante est reconduite en réunissant 57 parlementaires sur 110. Il est investi pour un nouveau mandat le 1er décembre et forme son cabinet deux semaines plus tard.

#### Deux années d'intérim

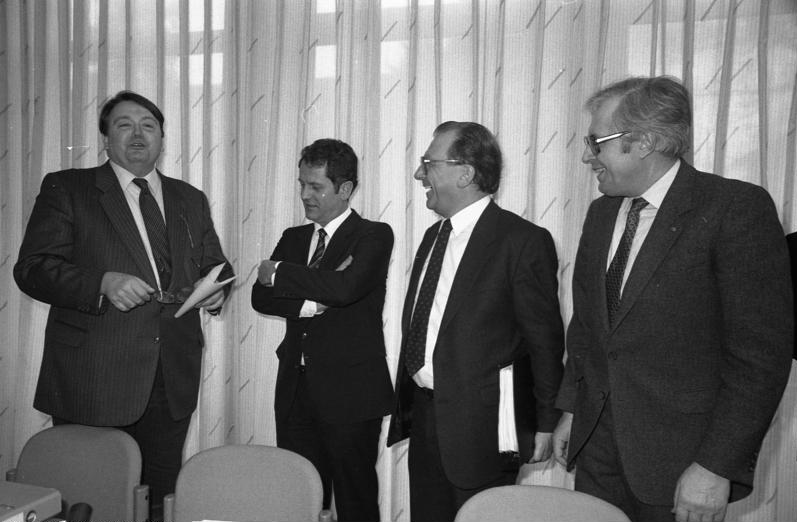
Holger Börner, Uwe Barschel, Lothar Späth et Bernhard Vogel en février 1983 à la conférence des ministres-présidents à Bonn.

Après six ans de pouvoir, et alors que les sociaux-démocrates tiennent le Land depuis la fin de la Seconde Guerre mondiale, le scrutin du 26 septembre 1982 se tient dans une ambiance particulière puisque les libéraux sont en phase de rejoindre les chrétiens-démocrates au niveau fédéral.
Les électeurs donnent 42,8 % des voix au SPD, contre 45,6 % à la CDU. Les 3,1 % du FDP ne lui permettent pas de maintenir sa représentation au Landtag, tandis qu'avec 8 %, Les Verts (Grünen) font une entrée fracassante sur la scène politique. En conséquence de cette impasse politique, le gouvernement reste en fonction et organise de nouvelles élections.
La situation globale ne s'améliore pas à l'occasion des élections du 25 septembre 1983 : les sociaux-démocrates réussissent à remonter à 46,2 %, leur meilleur résultat depuis 1966, tandis que les chrétiens-démocrates retombent à 39,4 %. De retour au Parlement, les libéraux souhaitent constituer une « coalition noire-jaune » mais celle-ci est minoritaire avec seulement 52 élus. Quant aux écologistes, ils maintiennent leur représentation parlementaire avec 5,9 %.

#### La première «coalition rouge-verte»
L'exécutif continue donc d'expédier les affaires courantes, mais le SPD négocie avec les Grünen et parvient à un accord sur un gouvernement minoritaire ; Holger Börner est donc réinvesti ministre-président le 4 juin 1984. Le 12 décembre 1985, la première « coalition rouge-verte » est officiellement constituée avec la nomination de Joschka Fischer comme ministre de l'Environnement et de l'Énergie. C'est effectivement la première fois que le parti écologiste entre dans un exécutif.
Le 1er novembre 1986, il prend pour un an la présidence tournante du Conseil fédéral.

### Retrait de la vie politique
La coalition se rompt finalement en février 1987, à la suite d'un différend touchant à une raffinerie et le Parlement doit de nouveau être renouvelé en avance sur la fin de son mandat.
Pour le scrutin anticipé convoqué le 5 avril 1987, Holger Börner renonce à une quatrième candidature à la direction du gouvernement, laissant son vice-ministre-président Hans Krollmann assumer le rôle de chef de file du SPD. Toutefois, l'alliance entre CDU et FDP l'emporte avec 56 sièges, ce qui garantit l'investiture de Walter Wallmann. En 1988, il quitte son siège au sein de la présidence fédérale du SPD.
Choisi en décembre 1987 pour présider la fondation Friedrich-Ebert. Il quitte ces fonctions en janvier 2003, obtenant le titre de président d'honneur.

### Vie privée
Il se marie en 1950 et est père de trois enfants.